# コーポレート・ファイナンス
コーポレート・ファイナンス (英: Corporate Finance) は、企業の資金調達源、資本構造、株主にとっての企業価値を高めるためのマネジメント活動、財務資源の配分のために使用するツールと分析を扱うファイナンスの一分野。その主目的は株主価値を高め最大化することである。
コーポレート・ファイナンスは「資本予算」(Capital Budgeting) と「ワーキング・キャピタル (WC, 運転資本)」の管理の領域を副次的に扱う。「資本予算」は、付加価値のある事業に投資する上での基準の設定と、その投資のための資金をどのように (株式や借入によって) 調達すべきかに関するものである。「ワーキング・キャピタル (WC)」は、流動資産と流動負債の短期的な営業収支を扱う、企業の融資資金の管理であり、資金、棚卸資産 (在庫)、短期の借入と貸付 (顧客に対して適用される拡張的な信用条件など) の管理に焦点を当てている。
コーポレート・ファイナンスとファイナンサーという用語は、投資銀行業務 (インベストメント・バンキング) にも関わる。投資銀行の主な役割は、企業の財務ニーズを評価した上で最適な資本を調達することにあり、これらの用語が、事業の創出、開発、拡大、買収のために資本を調達する取引に関連して用いられる場合がある。
コーポレート・ファイナンスは、原則として企業についてのみを対象としており、あらゆる組織の財務管理 (ファイナンシャル・マネジメント) の実践を扱う「経営財務」とは異なるものの、その実践上の考え方は、あらゆる種別の組織における財務上の問題に適用できる。財務管理は会計領域の財務機能とも重なる部分があるが、財務会計が過去の実績としての財務情報を報告するものであるのに対して、財務管理は企業価値を高めるための資本資源の配分を扱うものである。

## 用語の解釈
コーポレート・ファイナンスは、「企業財務」または「企業金融」と翻訳される場合もある。また、文脈により、資金を調達する企業、資金を融資する金融機関それぞれの視点からの異なる意味合いを持ち得る。

### 企業
企業の視点からは、企業価値の最大化のために、市場から資金を調達し、事業に投資し、調達元に資金を返済、還元していく活動の総称という意味合いを持つ。
文脈によって、広範に企業の財務活動全般についてを指す場合と、特に調達活動と配当政策についてを指す場合がある。

### 金融機関
金融機関の視点からは、企業の信用力で、 金融機関から企業へ融資 (企業が資金を調達) することという意味合いを持つ。
金融機関から企業へ融資するコーポレート・ファイナンスのサービスは、国内外の金融機関を問わず、投資銀行業務 (インベストメント・バンキング) の一環として提供されている場合もある。